# Smelt Sands State Recreation Site
Smelt Sands State Recreation Site is een staatspark in de Amerikaanse staat Oregon. Het staatspark heeft een oppervlakte van 3,5 hectare en is het gehele jaar geopend. Smelt Sands State Recreation Site werd opgericht rond 1972 en wordt beheerd door het Oregon Parks and Recreation Department. Jaarlijks trekt het staatspark circa 300.000 bezoekers.